# Sotalia guianensis
La sotalia marina (Sotalia guianensis (van Bénéden, 1864)) è un cetaceo odontoceto appartenente alla famiglia Delphinidae diffuso lungo le coste del Sud America.

## Descrizione fisica
La Sotalia Marina è lunga circa 2,1 m, è di colore grigio bluastro sui fianchi e grigio chiaro sulla regione ventrale.
Questi delfini preferiscono evitare le imbarcazioni e un recente studio ha dimostrato che sono elettrorecettivi.

## Comportamento
Sono animali socievoli e si spostano in gruppi di circa 10 individui anche se sono stati registrati gruppi di 100 individui.
Si nutrono di pesci, calamari e gamberi. La speranza di vita è di circa 30 anni.

## Distribuzione
Vive lungo le coste dell'America meridionale dal sud del Brasile fino al nord del Nicaragua.